# Conflit entre Los Chapitos et le Cartel de Jalisco Nouvelle Génération
Guerre de la drogue au Mexique
Batailles
Le conflit entre Los Chapitos et le Cartel de Jalisco Nouvelle Génération est un conflit armé ayant lieu durant la guerre de la drogue au Mexique. Il oppose une faction du Cartel de Sinaloa, dirigé par des fils de Joaquín « El Chapo » Guzmán, Los Chapitos et le Cartel de Jalisco Nouvelle Génération.

## Belligérants

### Los Chapitos
Los Chapitos (les petits El Chapo en français) est une faction du Cartel de Sinaloa. Elle est formée par trois des fils de Joaquín « El Chapo » Guzmán, qu'il a choisi, Iván Archivaldo Guzmán Salazar, Jesús Alfredo Guzmán Salazar et Ovidio Guzmán López. Le groupe est originellement impliqué dans une guerre interne l'opposant à Ismael « El Mayo » Zambada, cofondateur et leader du Cartel de Sinaloa.

### Cartel de Jalisco Nouvelle Génération
Le Cartel de Jalisco Nouvelle Génération (CJNG) est un cartel mexicain en activité depuis 2009. Il est né à la suite de conflits internes au sein du Cartel de Sinaloa, une des factions étaient alors dirigées par Nemesio « El Mencho » Oseguera Cervantes, le leader actuel du CJNG. Le CJNG agit en 2011 aux côtés d'autres cartels, comme le Cartel du Golfe agissant au sein de « La Resistencia » (La Résistance) contre Los Zetas. Ils entrent aussi en guerre contre le Cartel des chevaliers templiers,.

## Déroulement
En 2019, Los Salazar, un groupe lié au cartel de Sinaloa et dirigé par Crispín Salazar Zamorano, a pris la décision d'entrer dans Mexicali pour éliminer des rivaux fuyant de l’État de Sonora (Mexicali se trouve dans l’État de Basse-Californie, État clé pour le trafic de stupéfiants vers les États-Unis). Parmi les acteurs de cette action se retrouve Nestor Ernesto « El Nini » Perez Salas, un des chefs des sicarios de Los Chapitos et menant un conflit contre l'autre faction du cartel de Sinaloa, commandé par Ismael « El Mayo » Zambada. C'est pendant ce contentieux que Los Chapitos propose au Cartel de Jalisco de Nouvelle Génération (CJNG) et au Cartel de Tijuana de s'allier. Los Cabo, un groupe agissant pour le CJNG, accepte l'alliance. C'est cette alliance qui déclenche un conflit entre Los Chapitos et Los Cabo,.
Le 25 juillet 2024 Joaquín Guzmán López accompagné d'Ismael Zambada García dit El Mayo, co-créateur du cartel de Sinaloa avec El Chapo, sont arrêtés par les autorités américaines à El Paso, au Texas, à l'atterrissage de leur avion privé Beechcraft King Air.
Il est allégué que Joaquín Guzmán López aurait trompé Ismael Zambada García pour qu'il monte à bord d'un avion au Mexique sous de faux prétextes, où il aurait fini par être livré par le fils d'« El Chapo », à des fins inconnues jusqu'à présent, mais vraisemblablement dans le cadre du conflit entre Los Chapitos et le Cartel de Jalisco Nouvelle Génération

## Nestor Isidro Perez Salas
Nestor Isidro Perez Salas, alias « Nini », est l'un des dirigeants de l'appareil de sécurité de Los Chapitos. Perez Salas travaille directement pour Iván Archivaldo Guzmán Salazar, Oscar Noe Medina Gonzalez dit  « El Panu », et est responsable de la sécurité du cartel de Sinaloa dans l'État mexicain de Sinaloa au sein de l'appareil de sécurité de « Los Chapitos ». Perez Salas est également l'un des dirigeants et commandants des « Ninis », un groupe particulièrement violent de membres des forces de sécurité de Los Chapitos. 
 « El Panu » supervise chacun des commandants régionaux de « Los Chapitos », qui sont responsables de la sécurité dans leurs zones désignées au Mexique, et les sicarios qui sont envoyés partout où cela est nécessaire pour protéger les opérations de trafic de fentanyl et assassiner les membres des cartels rivaux. Il est également chargé de démolir les entreprises qui ne les soutiennent pas, de capturer des territoires contestés, d'intimider les civils et d'attaquer les forces de l'ordre, pour promouvoir l'activité des tueurs à gages et le trafic de fentanyl du cartel.
Le 4 avril 2023, un grand jury fédéral du district sud de New York a rendu un acte d'accusation contre Oscar Noe Medina Gonzalez, l'accusant de participation à une entreprise criminelle continue, de complot en vue d'importer du fentanyl, de complot en vue de faire le trafic de fentanyl, de blanchiment d'argent, de possession de mitrailleuses et d'activités destructrices.
Après avoir été capturé par les forces de sécurité mexicaines, le 22 novembre 2023, Néstor Isidro Pérez Salas est extradé en mai 2024 vers les États-Unis,.

Affiche de recherche
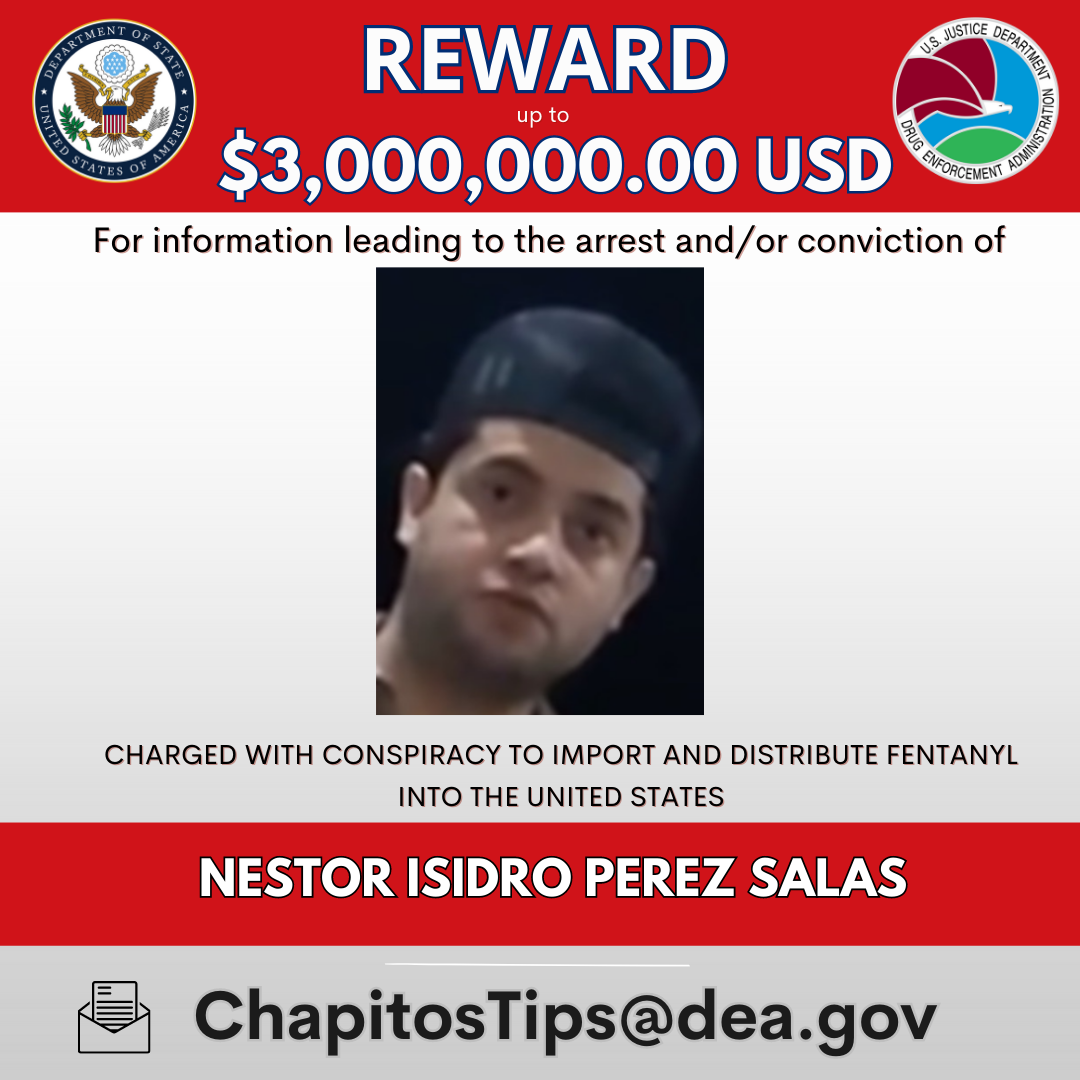

## Oscar Noe Medina Gonzalez
Oscar Noe Medina Gonzalez, alias « Panu, » est le principal adjoint d'Iván Archivaldo Guzmán Salazar, un dirigeant de haut niveau du cartel de Sinaloa, et le commandant quotidien de l'appareil de sécurité de Guzman Salzar et de ses frères – « les Chapitos ». Medina Gonzalez supervise chacun des commandants régionaux des Chapitos, qui sont responsables de la sécurité dans leurs zones désignées du Mexique, et les hommes armés des Chapitos – les sicarios – qui sont envoyés là où c’est nécessaire pour protéger les opérations de trafic de fentanyl des Chapitos, assassiner les membres du cartel rival, démolir les entreprises qui ne les soutiennent pas, capturer des territoires contestés, intimider les civils et attaquer les forces de l'ordre, dans le cadre du trafic de fentanyl du cartel.
Le 14 avril 2023, un grand jury fédéral du district sud de New York a rendu un acte d'accusation contre Oscar Noe Medina Gonzalez et d'autres personnes les accusant de participation à une entreprise criminelle continue, de complot d'importation de fentanyl, de complot de trafic de fentanyl, de possession de mitrailleuses et d'engins destructeurs, et de complot de blanchiment d'argent.

Affiche de recherche
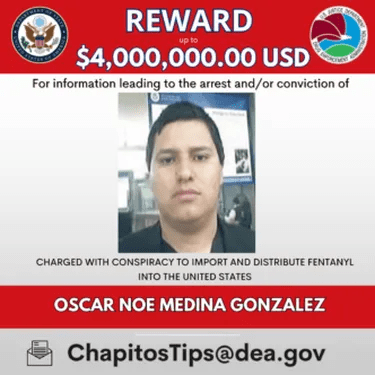